# Sławków
Sławków es una pequeña ciudad en Zagłębie Dąbrowskie en el sur de Polonia, cerca de Katowice. Limita con la Unión Metropolitana de Alta Silesia - una metrópolis con una población de cerca de 2 millones. Se encuentra en las tierras altas de Silecia. 
Está situada en el Voivodato de Silesia desde su formación en 1999, previamente estaba en el Voivodato de Katowice. La población de la ciudad es de 6,866 (2008).
Desde 1999 hasta 2001, Sławków era parte del Voivodato de Pequeña Polonia. Cuando fue trasladada al Voivodato de Silesia en 2002, se la asignó al Condado de Będzin pese a estar separado del resto de ese condado por las ciudades de Dąbrowa Górnicza y Sosnowiec
Se la conoce por su arquitectura única de las casas situadas en la zona de la plaza mayor. Las casas tienen techo sostenido por una columnata, con el techo normalmente cubierto de madera o paja. El edificio más conocido es la antigua posada, visitada por los reyes polacos a lo largo de la historia, y que actualmente acoge un restaurante especializado en comida típica polaca. 

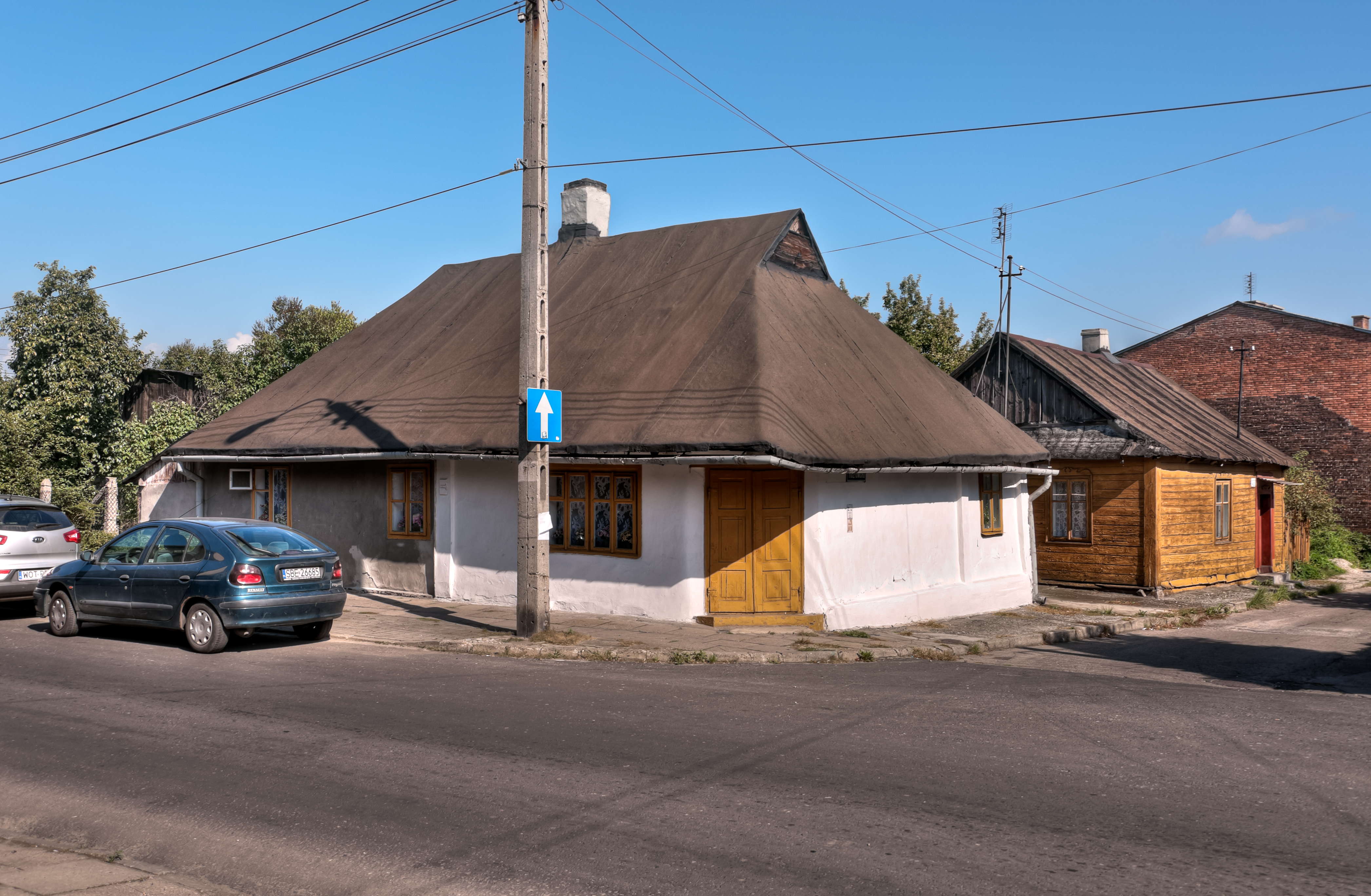

La historia de la ciudad es muy larga. Los asentamientos humanos ya existían allí ya en el siglo VIII. Eso indica que fueron unos grupos paganos. La leyenda dice que el asentamiento fue creado por el Slawko, de cuyo nombre viene el nombre de la comunidad. Slawkow aparece por primera vez como nombre de la ciudad en 1286. En aquel entonces era un asentamiento de obispos de Cracovia. Al principio de los años 80 del siglo XIII el obispo Pawel de Przemykowo construyó allí un castillo defensivo. La ciudad creció gracias a los depósitos de plata y plomo. También la ayudó a su ubicación en la ruta comercial llamada Via Regia (Cracovia - Wroclaw). En el siglo XV, la ciudad sobrevivió a una serie de invasiones (1433, 1434, 1455) y al gran incendio que la destruyó casi por completo (1498). El agotamiento de los yacimientos y la ayuda que prestó al obispo Jan Muskata en la lucha contra Wladyslaw Łokietk hicieron que en el siglo XIV la ciudad perdiera importancia: se convirtió en una ciudad rural, y solo con el paso del tiempo volvió a ser más industrial. 